# Cephonodes santome
Cephonodes santome là một loài bướm đêm thuộc họ Sphingidae. Nó được tìm thấy ở São Tomé.